# Цутия, Юити
Юити Цутия (土屋 裕一, Tsuchiya Yūichi, род. 6 февраля 1979 в префектуре Яманаси) — японский актёр и полноправный член театральной группы из четырёх человек *pnish*. Он широко известен ролями Сюитиро Оиси в серии мюзиклов «Принц Тенниса» и Гина Итимару в серии мюзиклов «Рок Мюзикл Блич».

## Внешние ссылки
- Официальная страница группы *pnish*
- Персональный блог
- Официальный сайт мюзикла "Блич"
- Официальный сайт мюзикла "Принц Тенниса"